# DHB-Pokal der Frauen 2015/16
Der DHB-Pokal der Frauen 2015/16 war die 42. Austragung des wichtigsten deutschen Hallenhandball-Pokalwettbewerbs für Frauen. Titelverteidiger war der Buxtehuder SV. DHB-Pokalsieger 2016 wurde der HC Leipzig mit einem 29:28-Sieg gegen Borussia Dortmund.

## Teilnehmende Mannschaften
Folgende Mannschaften sind für den DHB-Pokal der Frauen 2015/16 qualifiziert:
| Bundesliga | 2. Bundesliga | 3. Liga | Oberligen | 5. Liga und tiefer                                                                        |
| - HSG Bad Wildungen Vipers - Füchse Berlin - HC Leipzig - HSG Blomberg-Lippe - SG BBM Bietigheim - Thüringer HC - TSV Bayer 04 Leverkusen - SVG Celle - FRISCH AUF Göppingen Frauen - VfL Oldenburg - Buxtehuder SV - TuS Metzingen - DJK/MJC Trier - VL Koblenz/Weibern | - BV Borussia 09 Dortmund - SGH Rosengarten-Buchholz - 1. FSV Mainz 05 - HSG Bensheim/Auerbach - TV Beyeröhde - TSV Haunstetten - SG H2Ku Herrenberg - Neckarsulmer SU - TV Nellingen - SV Union Halle-Neustadt - BSV Sachsen Zwickau - HC Rödertal - TSV Travemünde | - SV Allensbach - HSV 1956 Marienberg - MTV 1860 Altlandsberg - Berliner TSC - SV Werder Bremen - SG Bretzenheim - TG Nürtingen - SV Henstedt-Ulzburg | - HSV Frechen - SG Überruhr - TV Bassenheim - TSG Oberursel - SG Ottersheim - Ibbenbürener Spvg - TSV Birkenau - HSV Püttlingen - Thüringer HC II - TV Verl - AMTV Hamburg - HSG Hude/Falkenburg - HSG Heidmark | - SG Kappelwindeck/Steinbach - ASV Dachau - Dessau-Roßlauer HV - SV Grün-Weiß Schwerin IV |

Die aufgeführten Ligazugehörigkeiten entsprechen denen der Saison 2014/15.

## Hauptrunden

### 1. Runde
An der 1. Runde, deren Auslosung am 27. Juni 2015 im Rahmen der Jahreshauptversammlung der Handball-Bundesliga (Frauen) stattfand, nahmen noch keiner der 12 Bundesligisten der Saison 2014/15 teil. Mit 2 Zweitligisten, 7 Drittligisten, 12 Oberligisten und 4 Landesligisten nehmen insgesamt 40 Mannschaften an der ersten Runde des DHB-Pokals 2015/16 teil. Die Spiele der 1. Runde fanden am 5./6. September 2015 statt. Die angegebenen Ligen der Teams entsprechen der Saison 2014/15. Die Gewinner der einzelnen Partien zogen in die 2. Runde ein.
| Datum, Uhrzeit           | Heimmannschaft                  |   | Gastmannschaft              | Ergebnis      |
| ------------------------ | ------------------------------- | - | --------------------------- | ------------- |
| 5. Sep. 2015, 16:00 Uhr  | HSV Frechen (OL)                | – | SG Überruhr (OL)            | 31:28 (15:12) |
| 6. Sep. 2015, 17:00 Uhr  | 1. FSV Mainz 05 (2L)            | – | HSG Bensheim/Auerbach (2L)  | 30:25 (18:15) |
| 5. Sep. 2015, 18:00 Uhr  | TV Beyeröhde (2L)               | – | DJK/MJC Trier (1L)          | 32:24 (15:10) |
| 5. Sep. 2015, 20:00 Uhr  | TSV Birkenau (OL)               | – | Borussia Dortmund (2L)      | 24:35 (12:17) |
| 5. Sep. 2015, 19:30 Uhr  | TV Bassenheim (OL)              | – | VL Koblenz/Weibern (1L)     | 21:37 (8:17)  |
| 6. Sep. 2015, 15:30 Uhr  | TSG Oberursel (OL)              | – | SG TSG/DJK Bretzenheim (3L) | 27:34 (9:15)  |
| 6. Sep. 2015, 14:30 Uhr  | SG Kappelwindeck/Steinbach (5L) | – | TSV Haunstetten (2L)        | 18:33 (7:18)  |
| 6. Sep. 2015, 15:00 Uhr  | HSV Püttlingen (OL)             | – | SV Allensbach (3L)          | 28:32 (12:19) |
| 5. Sep. 2015, 17:00 Uhr  | ASV Dachau (5L)                 | – | SG H2Ku Herrenberg (2L)     | 22:33 (10:14) |
| 6. Sep. 2015, 16:00 Uhr  | SG Ottersheim (OL)              | – | Neckarsulmer SU (2L)        | 20:34 (13:20) |
| 4. Sep. 2015, 20:00 Uhr  | TG Nürtingen (3L)               | – | TV Nellingen (2L)           | 25:34 (14:13) |
| 6. Sep. 2015, 16:00 Uhr  | SV Union Halle-Neustadt (2L)    | – | BSV Sachsen Zwickau (2L)    | 31:33 (16:15) |
| 6. Sep. 2015, 13:30 Uhr  | Dessau-Roßlauer HV (5L)         | – | MTV 1860 Altlandsberg (3L)  | 17:30 (8:13)  |
| 5. Sep. 2015, 16:00 Uhr  | HSV 1956 Marienberg (3L)        | – | HC Rödertal (2L)            | 19:30 (8:17)  |
| 5. Sep. 2015, 16:00 Uhr  | Thüringer HC II (OL)            | – | Berliner TSC (3L)           | 21:25 (10:13) |
| 6. Sep. 2015, 17:00 Uhr  | TV Verl (OL)                    | – | TSV Travemünde (2L)         | 20:28 (8:16)  |
| 5. Sep. 2015, 17:15 Uhr  | Ibbenbürener Spvg (OL)          | – | SGH Rosengarten (2L)        | 12:31 (8:16)  |
| 6. Sep. 2015, 17:00 Uhr  | AMTV Hamburg (OL)               | – | SV Werder Bremen (3L)       | 12:35 (9:15)  |
| 6. Sep. 2015, 16:30 Uhr  | HSG Hude/Falkenburg (OL)        | – | HSG Heidmark (OL)           | 30:21 (14:10) |
| 30. Aug. 2015, 15:00 Uhr | SV Grün-Weiß Schwerin IV (?)    | – | SV Henstedt-Ulzburg (3L)    | 26:28 (13:13) |

### 2. Runde
Zur 2. Runde, die am 6. September 2015 nach dem DHB-Supercup der Frauen ausgelost wurde, stießen zu den Siegern der 1. Runde die 12 Bundesligisten der Saison 2014/15 hinzu, die nicht abgestiegen waren. Die angegebenen Ligen der Teams entsprechen der Saison 2014/15. Die Gewinner der einzelnen Partien zogen in das Achtelfinale ein.
| Datum, Uhrzeit           | Heimmannschaft               |   | Gastmannschaft                     | Ergebnis      |
| ------------------------ | ---------------------------- | - | ---------------------------------- | ------------- |
| 30. Sep. 2015, 20:00 Uhr | Berliner TSC (3L)            | – | SVG Celle (1L)                     | 17:44 (9:22)  |
| 2. Okt. 2015, 19:30 Uhr  | TSV Travemünde (2L)          | – | HSG Blomberg-Lippe (1L)            | 16:44 (7:26)  |
| 3. Okt. 2015, 16:00 Uhr  | 1. FSV Mainz 05 (2L)         | – | TV Nellingen (2L)                  | 35:34 (15:15) |
| 3. Okt. 2015, 17:30 Uhr  | SG H2Ku Herrenberg (2L)      | – | Frisch Auf Göppingen (1L)          | 24:29 (11:13) |
| 3. Okt. 2015, 18:00 Uhr  | SV Allensbach (3L)           | – | HSG Bad Wildungen (1L)             | 29:42 (17:19) |
| 3. Okt. 2015, 19:00 Uhr  | Bayer 04 Leverkusen (1L)     | – | TuS Metzingen (1L)                 | 23:32 (15:15) |
| 3. Okt. 2015, 19:30 Uhr  | Füchse Berlin (1L)           | – | Buxtehuder SV (1L)                 | 28:33 (16:18) |
| 3. Okt. 2015, 19:30 Uhr  | TSV Haunstetten (2L)         | – | Thüringer HC (1L)                  | 14:29 (7:12)  |
| 3. Okt. 2015, 19:30 Uhr  | Neckarsulmer SU (2L)         | – | Vulkan-Ladies Koblenz/Weibern (1L) | 32:30 (12:11) |
| 3. Okt. 2015, 19:30 Uhr  | Borussia Dortmund (2L)       | – | SG BBM Bietigheim (1L)             | 26:21 (12:12) |
| 3. Okt. 2015, 20:00 Uhr  | SG Rosengarten/Buchholz (2L) | – | HSV Frechen (OL)                   | 48:19 (25:5)  |
| 4. Okt. 2015, 14:00 Uhr  | SG TSG/DJK Bretzenheim (3L)  | – | BSV Sachsen Zwickau (2L)           | 30:26 (15:12) |
| 4. Okt. 2015, 16:00 Uhr  | Werder Bremen (3L)           | – | VfL Oldenburg (1L)                 | 26:42 (9:25)  |
| 4. Okt. 2015, 16:00 Uhr  | HC Rödertal (2L)             | – | TV Beyeröhde (2L)                  | 22:20 (12:12) |
| 4. Okt. 2015, 16:00 Uhr  | MTV 1860 Altlandsberg (3L)   | – | HC Leipzig (1L)                    | 19:45 (6:23)  |
| 4. Okt. 2015, 16:30 Uhr  | HSG Hude/Falkenburg (OL)     | – | SV Henstedt-Ulzburg (3L)           | 23:35 (14:15) |

### Achtelfinale
Die Partien des Achtelfinales wurden am 7. Oktober 2015 ausgelost. Die Spiele fanden zwischen den 6. und 11. November 2015 statt.
| Datum, Uhrzeit           | Heimmannschaft               |   | Gastmannschaft            | Ergebnis      |
| ------------------------ | ---------------------------- | - | ------------------------- | ------------- |
| 6. Nov. 2015, 20:00 Uhr  | Neckarsulmer SU (2L)         | – | 1. FSV Mainz 05 (2L)      | 32:29 (15:17) |
| 7. Nov. 2015, 16:30 Uhr  | SV Henstedt-Ulzburg (3L)     | – | HC Leipzig (1L)           | 21:35 (10:21) |
| 7. Nov. 2015, 19:00 Uhr  | HSG Bad Wildungen (1L)       | – | TuS Metzingen (1L)        | 28:41 (16:22) |
| 7. Nov. 2015, 19:00 Uhr  | HC Rödertal (2L)             | – | SVG Celle (1L)            | 23:24 (11:13) |
| 7. Nov. 2015, 19:30 Uhr  | Borussia Dortmund (2L)       | – | Buxtehuder SV (1L)        | 27:25 (10:16) |
| 8. Nov. 2015, 14:00 Uhr  | SG TSG/DJK Bretzenheim (3L)  | – | VfL Oldenburg (1L)        | 27:38 (14:20) |
| 8. Nov. 2015, 16:00 Uhr  | SG Rosengarten/Buchholz (2L) | – | HSG Blomberg-Lippe (1L)   | 27:35 (11:16) |
| 11. Nov. 2015, 19:30 Uhr | Thüringer HC (1L)            | – | Frisch Auf Göppingen (1L) | 35:25 (18:11) |

### Viertelfinale
Die Partien des Viertelfinales wurden am 25. November 2015 ausgelost. Die Spiele fanden am 6. und 10. Januar 2016 sowie am 23. März 2016 statt.
| Datum, Uhrzeit           | Heimmannschaft          |   | Gastmannschaft       | Ergebnis      |
| ------------------------ | ----------------------- | - | -------------------- | ------------- |
| 6. Jan. 2016, 19:30 Uhr  | HC Leipzig (1L)         | – | TuS Metzingen (1L)   | 32:27 (14:14) |
| 6. Jan. 2016, 19:30 Uhr  | HSG Blomberg-Lippe (1L) | – | Neckarsulmer SU (2L) | 28:22 (16:13) |
| 10. Jan. 2016, 16:00 Uhr | Borussia Dortmund (2L)  | – | SVG Celle (1L)       | 33:19 (13:6)  |
| 23. März 2016, 19:30 Uhr | VfL Oldenburg (1L)      | – | Thüringer HC (1L)    | 28:31 (17:14) |

## Final Four
Die Halbfinalpartien wurden am 30. Januar 2016 ausgelost. Das Final Four fand am 20. und 21. Mai 2016 in der Arena Leipzig statt.

### Halbfinale
| Datum, Uhrzeit          | Heimmannschaft |   | Gastmannschaft     | Ergebnis      |
| ----------------------- | -------------- | - | ------------------ | ------------- |
| 20. Mai 2016, 18:00 Uhr | HC Leipzig     | – | Thüringer HC       | 30:23 (15:12) |
| 20. Mai 2016, 20:00 Uhr | BVB Dortmund   | – | HSG Blomberg-Lippe | 29:26 (12:9)  |

#### 1. Halbfinale
HC Leipzig: Kramarczyk, Kurzke, Roth –
Mazzucco (3), Mietzner, Hertlein (3), Schulze    (2), Kudłacz-Gloc (13/4), Hubinger  (5), Lang  (2), Diehl, Reimer, Minevskaja  (2/2), Reißberg
Thüringer HC: Krause, Eckerle –
Reschetnikowa, van de Wiel, Smeets (3/1), Beate Scheffknecht (5), Frey (1), Buceschi, Pintea  , Schmelzer (1), Snelder (1), Luzumová (4), Engel (5), Blase, Huber (6/4), Wohlbold 

#### 2. Halbfinale
BVB Dortmund: Ferenczi, Woltering, Burrekers – Ingenpaß (1), Kramer  (4), Grijseels (8/3), Weisheitel, Potocki , Müller    (2), Schäfer, Schmele (4/4), Ettaqi  (1), Selmeci, Salberg, Nadgornaja  (2), Vaszari (7)
HSG Blomberg-Lippe: Monz, Veith – Vieira, Rüffieux , Klaunig, Müller (6), Pavlović, Buklarewicz   (12/5), Pichlmeier (2), Bormann-Rajes (1), Großheim, Petersen, Stolle   (4), Huber, Diekmann, Cardoso de Castro (1)

### Finale
| Datum, Uhrzeit          | Heimmannschaft |   | Gastmannschaft | Ergebnis      |
| ----------------------- | -------------- | - | -------------- | ------------- |
| 21. Mai 2016, 15:45 Uhr | HC Leipzig     | – | BVB Dortmund   | 29:28 (13:13) |

HC Leipzig: Kramarczyk, Kurzke, Roth –
Mazzucco  (3), Mietzner, Hertlein (2), Schulze  (2), Kudłacz-Gloc  (11/4), Hubinger (5), Lang   (2), Diehl (3), Reimer, Minevskaja  (1), Reißberg
BVB Dortmund: Ferenczi, Woltering, Burrekers – Ingenpaß, Kramer  (3), Grijseels (3), Weisheitel, Potocki    , Müller  (7/4), Schäfer (1), Schmele  (7/2), Ettaqi  (1), Selmeci, Salberg, Nadgornaja  (5), Vaszari  (1)